# فونتن، ایزر
شهر فونتن، ایزر (به فرانسوی: Fontaine, Isère) در شهرستان ایزر در ناحیه رون-آلپ با جمعیت ۲۲٬۹۳۶ نفر در کشور فرانسه واقع شده است